# Élections municipales de 2020 dans les Deux-Sèvres
Des élections municipales dans les Deux-Sèvres étaient prévues les 15 et 22 mars 2020. Comme dans le reste de la France, le report du second tour est annoncé en pleine crise sanitaire liée à la propagation du coronavirus (Covid-19).

## Analyse
Au premier tour, la totalité des conseillers municipaux et communautaires ont été élus sur 89 % des communes du département (228 sur 256). L'élection des maires et adjoints qui devait s'effectuer avant le 23 mars est reportée en raison de la pandémie de maladie à coronavirus. Les conseillers municipaux élus dès le premier tour entrent finalement en fonction le 18 mai 2020, tandis que les maires et les adjoints devraient être élus lors de la première réunion de chaque conseil municipal, prévue entre le 23 et le 28 mai.
Le deuxième tour prévu initialement le 22 mars est également reporté sine die.

## Maires sortants et maires élus
La droite subit de nombreuses déconvenues dans les grandes villes du département en échouant face à des candidats sans étiquette (à Moncoutant-sur-Sèvre, Nueil-les-Aubiers et surtout Bressuire), mais aussi face à la gauche (à La Crèche) et aux centristes (Chauray et Parthenay). Les écologistes s'imposent à Melle et Saint-Maixent-l'École, dans le sud du département.
| Commune               | Population | Maire sortant         | Parti | Parti | Maire élu             | Parti | Parti |
| --------------------- | ---------- | --------------------- | ----- | ----- | --------------------- | ----- | ----- |
| Aigondigné            | 4 703      | Patricia Rouxel       |       | DVG   | Patricia Rouxel       |       | DVG   |
| Aiffres               | 5 510      | Jacques Billy         |       | MR    | Jacques Billy         |       | MR    |
| Airvault              | 3 291      | Olivier Fouillet      |       | DVD   | Olivier Fouillet      |       | DVD   |
| Argentonnay           | 3 189      | Jean-Paul Godet       |       | DIV   | Armelle Cassin        |       | LR    |
| Bressuire             | 19 499     | Jean-Michel Bernier   |       | DVD   | Emmanuelle Ménard     |       | DVD   |
| Celles-sur-Belle      | 3 906      | Jean-Marie Roy        |       | DVD   | Sylvie Brunet         |       | DVD   |
| Cerizay               | 4 762      | Johnny Brosseau       |       | PS    | Johnny Brosseau       |       | PS    |
| Chauray               | 6 931      | Jacques Brossard      |       | LR    | Claude Boisson        |       | DVD   |
| Échiré                | 3 406      | Thierry Devautour     |       | DVD   | Thierry Devautour     |       | DVD   |
| La Crèche             | 5 576      | Philippe Mathis       |       | DVD   | Laetitia Hamot        |       | DVG   |
| Mauléon               | 8 499      | Pierre-Yves Marolleau |       | DVD   | Pierre-Yves Marolleau |       | DVD   |
| Melle                 | 6 284      | Yves Debien           |       | PS    | Sylvain Griffault     |       | GÉ    |
| Moncoutant-sur-Sèvre  | 5 041      | Gilles Pétraud        |       | DVD   | Roland Moreau         |       | DVD   |
| Niort                 | 59 005     | Jérôme Baloge         |       | MR    | Jérôme Baloge         |       | MR    |
| Nueil-les-Aubiers     | 5 568      | Philippe Brémond      |       | LR    | Serge Bouju           |       | DVD   |
| Parthenay             | 10 388     | Xavier Argenton       |       | UDI   | Jean-Michel Prieur    |       | DVD   |
| Saint-Maixent-l'École | 6 756      | Léopold Moreau        |       | LR    | Stéphane Baudry       |       | GÉ    |
| Thouars               | 14 055     | Patrice Pineau        |       | PS    | Bernard Paineau       |       | PS    |
| Vouillé               | 3 318      | Stéphane Pierron      |       | PS    | Franck Portz          |       | DVG   |

### Résultats en nombre de maires
| Partis       | Partis                               | Maires sortants | Maires élus | Évolution     |
| ------------ | ------------------------------------ | --------------- | ----------- | ------------- |
|              | Divers droite                        | 7               | 9           | 2             |
|              | Les Républicains                     | 3               | 1           | 2             |
|              | Union des démocrates et indépendants | 1               | 0           | 1             |
| Total droite | Total droite                         | 11              | 10          | 1             |
|              | Mouvement radical                    | 2               | 2           | en stagnation |
| Total centre | Total centre                         | 2               | 2           | en stagnation |
|              | Divers gauche                        | 1               | 3           | 2             |
|              | Génération écologie                  | 0               | 2           | 2             |
|              | Parti socialiste                     | 4               | 2           | 2             |
| Total gauche | Total gauche                         | 5               | 7           | 2             |
|              | Divers                               | 1               | 0           | 1             |
| Total        | Total                                | 19              | 19          | -             |

## Résultats dans les communes de plus de2 000 habitants

### Aiffres
- Maire sortant : Jacques Billy (MR), est candidat à sa réélection.

| Tête de liste         | Tête de liste  | Liste          | Premier tour | Premier tour | Sièges | Sièges |
| Tête de liste         | Tête de liste  | Liste          | Voix         | %            | CM     | CC     |
| --------------------- | -------------- | -------------- | ------------ | ------------ | ------ | ------ |
|                       | Jacques Billy  | MR             | 1 304        | 67,74        | 25     | 3      |
| Aiffres ensemble 2020 |                |                | 1 304        | 67,74        | 25     | 3      |
|                       | Lionel Vinour  | DVG            | 621          | 32,26        | 4      | 0      |
| Aiffres avec vous     |                |                | 621          | 32,26        | 4      | 0      |
|                       |                |                |              |              |        |        |
| Inscrits              | Inscrits       | Inscrits       | 4 227        | 100,00       |        |        |
| Abstentions           | Abstentions    | Abstentions    | 3 268        | 53,18        |        |        |
| Votants               | Votants        | Votants        | 1 979        | 46,82        |        |        |
| Blancs et nuls        | Blancs et nuls | Blancs et nuls | 54           | 2,73         |        |        |
| Exprimés              | Exprimés       | Exprimés       | 1 925        | 97,27        |        |        |

### Aigondigné
- Maire sortante: Patricia Rouxel (DVG), est candidate à sa réélection.

| Tête de liste                 | Tête de liste   | Liste          | Premier tour | Premier tour | Sièges | Sièges |
| Tête de liste                 | Tête de liste   | Liste          | Voix         | %            | CM     | CC     |
| ----------------------------- | --------------- | -------------- | ------------ | ------------ | ------ | ------ |
|                               | Patricia Rouxel | DVG            | 815          | 100,00       | 29     | 7      |
| Ensemble bâtissons Aigondigné |                 |                | 815          | 100,00       | 29     | 7      |
|                               |                 |                |              |              |        |        |
| Inscrits                      | Inscrits        | Inscrits       | 3 497        | 100,00       |        |        |
| Abstentions                   | Abstentions     | Abstentions    | 2 482        | 70,98        |        |        |
| Votants                       | Votants         | Votants        | 1 015        | 29,02        |        |        |
| Blancs et nuls                | Blancs et nuls  | Blancs et nuls | 200          | 19,71        |        |        |
| Exprimés                      | Exprimés        | Exprimés       | 815          | 80,30        |        |        |

### Airvault
- Maire sortant : Olivier Fouillet (DVD), est candidat à sa réélection.

| Tête de liste                                 | Tête de liste    | Liste          | Premier tour | Premier tour | Sièges | Sièges |
| Tête de liste                                 | Tête de liste    | Liste          | Voix         | %            | CM     | CC     |
| --------------------------------------------- | ---------------- | -------------- | ------------ | ------------ | ------ | ------ |
|                                               | Olivier Fouillet | DVD            | 743          | 50,58        | 21     | 10     |
| Le Grand Airvault avance, avançons ensemble ! |                  |                | 743          | 50,58        | 21     | 10     |
|                                               | Laurent Falacho  | DIV            | 726          | 49,42        | 6      | 3      |
| Grand Airvault, tous unis                     |                  |                | 726          | 49,42        | 6      | 3      |
|                                               |                  |                |              |              |        |        |
| Inscrits                                      | Inscrits         | Inscrits       | 2 497        | 100,00       |        |        |
| Abstentions                                   | Abstentions      | Abstentions    | 972          | 38,93        |        |        |
| Votants                                       | Votants          | Votants        | 1 525        | 61,07        |        |        |
| Blancs et nuls                                | Blancs et nuls   | Blancs et nuls | 56           | 3,87         |        |        |
| Exprimés                                      | Exprimés         | Exprimés       | 1 469        | 96,33        |        |        |

### Argentonnay
- Maire sortant :  Jean-Paul Godet (DIV), est candidat à sa réélection.

| Tête de liste         | Tête de liste   | Liste          | Premier tour | Premier tour | Sièges | Sièges |
| Tête de liste         | Tête de liste   | Liste          | Voix         | %            | CM     | CC     |
| --------------------- | --------------- | -------------- | ------------ | ------------ | ------ | ------ |
|                       | Armelle Cassin  | LR             | 663          | 50,19        | 21     | 2      |
| L'avenir ensemble     |                 |                | 663          | 50,19        | 21     | 2      |
|                       | Jean-Paul Godet | DIV            | 658          | 49,81        | 6      | 1      |
| Argentonnay avec vous |                 |                | 658          | 49,81        | 6      | 1      |
|                       |                 |                |              |              |        |        |
| Inscrits              | Inscrits        | Inscrits       | 2 308        | 100,00       |        |        |
| Abstentions           | Abstentions     | Abstentions    | 945          | 40,94        |        |        |
| Votants               | Votants         | Votants        | 1 363        | 59,06        |        |        |
| Blancs et nuls        | Blancs et nuls  | Blancs et nuls | 42           | 3,08         |        |        |
| Exprimés              | Exprimés        | Exprimés       | 1 321        | 96,92        |        |        |

### Bressuire
- Maire sortant : Jean-Michel Bernier (DVD), n'est pas candidat à sa réélection.

| Tête de liste     | Tête de liste     | Liste          | Premier tour | Premier tour | Sièges | Sièges |
| Tête de liste     | Tête de liste     | Liste          | Voix         | %            | CM     | CC     |
| ----------------- | ----------------- | -------------- | ------------ | ------------ | ------ | ------ |
|                   | Emmanuelle Ménard | DVD            | 4 004        | 76,53        | 30     | 15     |
| Bressuire et vous |                   |                | 4 004        | 76,53        | 30     | 15     |
|                   | Florence Bazzoli  | DVG            | 1 228        | 23,47        | 3      | 2      |
| Décidons ensemble |                   |                | 1 228        | 23,47        | 3      | 2      |
|                   |                   |                |              |              |        |        |
| Inscrits          | Inscrits          | Inscrits       | 13 778       | 100,00       |        |        |
| Abstentions       | Abstentions       | Abstentions    | 8 293        | 60,15        |        |        |
| Votants           | Votants           | Votants        | 5 495        | 39,85        |        |        |
| Blancs et nuls    | Blancs et nuls    | Blancs et nuls | 263          | 4,78         |        |        |
| Exprimés          | Exprimés          | Exprimés       | 5 232        | 95,21        |        |        |

### Celles-sur-Belle
- Maire sortant : Jean-Marie Roy (DVD), n'est pas candidat à sa réélection.

| Tête de liste              | Tête de liste    | Liste          | Premier tour | Premier tour | Sièges | Sièges |
| Tête de liste              | Tête de liste    | Liste          | Voix         | %            | CM     | CC     |
| -------------------------- | ---------------- | -------------- | ------------ | ------------ | ------ | ------ |
|                            | Sylvie Brunet    | DVD            | 881          | 67,56        | 24     | 5      |
| Agissons pour votre avenir |                  |                | 881          | 67,56        | 24     | 5      |
|                            | Christian Picard | DVG            | 423          | 32,44        | 5      | 1      |
| Une équipe pour 4 villages |                  |                | 423          | 32,44        | 5      | 1      |
|                            |                  |                |              |              |        |        |
| Inscrits                   | Inscrits         | Inscrits       | 2 934        | 100,00       |        |        |
| Abstentions                | Abstentions      | Abstentions    | 1 560        | 53,17        |        |        |
| Votants                    | Votants          | Votants        | 1 374        | 46,83        |        |        |
| Blancs et nuls             | Blancs et nuls   | Blancs et nuls | 70           | 5,09         |        |        |
| Exprimés                   | Exprimés         | Exprimés       | 1 304        | 94,91        |        |        |

### Cerizay
- Maire sortant : Johnny Brosseau (PS), est candidat à sa réélection.

| Tête de liste                 | Tête de liste   | Liste          | Premier tour | Premier tour | Sièges | Sièges |
| Tête de liste                 | Tête de liste   | Liste          | Voix         | %            | CM     | CC     |
| ----------------------------- | --------------- | -------------- | ------------ | ------------ | ------ | ------ |
|                               | Johnny Brosseau | PS             | 1 275        | 67,03        | 23     | 5      |
| Ensemble pour Cerizay         |                 |                | 1 275        | 67,03        | 23     | 5      |
|                               | Benoit Belgy    | DIV            | 627          | 32,97        | 4      | 0      |
| Cerizay, un avenir à partager |                 |                | 627          | 32,97        | 4      | 0      |
|                               |                 |                |              |              |        |        |
| Inscrits                      | Inscrits        | Inscrits       | 3 462        | 100,00       |        |        |
| Abstentions                   | Abstentions     | Abstentions    | 1 513        | 43,70        |        |        |
| Votants                       | Votants         | Votants        | 1 949        | 56,30        |        |        |
| Blancs et nuls                | Blancs et nuls  | Blancs et nuls | 47           | 2,41         |        |        |
| Exprimés                      | Exprimés        | Exprimés       | 1 902        | 97,59        |        |        |

### Châtillon-sur-Thouet
- Maire sortant : Jean-Michel Morin (UDI), n'est pas candidat à sa réélection.

| Tête de liste                  | Tête de liste     | Liste          | Premier tour | Premier tour | Sièges | Sièges |
| Tête de liste                  | Tête de liste     | Liste          | Voix         | %            | CM     | CC     |
| ------------------------------ | ----------------- | -------------- | ------------ | ------------ | ------ | ------ |
|                                | Claude Dieumegard | UDI            | 598          | 100,00       | 23     | 4      |
| Châtillon sur Thouet 2020-2026 |                   |                | 598          | 100,00       | 23     | 4      |
|                                |                   |                |              |              |        |        |
| Inscrits                       | Inscrits          | Inscrits       | 2 193        | 100,00       |        |        |
| Abstentions                    | Abstentions       | Abstentions    | 1 494        | 68,13        |        |        |
| Votants                        | Votants           | Votants        | 699          | 31,87        |        |        |
| Blancs et nuls                 | Blancs et nuls    | Blancs et nuls | 101          | 14,45        |        |        |
| Exprimés                       | Exprimés          | Exprimés       | 598          | 85,55        |        |        |

### Chauray
- Maire sortant : Jacques Brossard (LR), n'est pas candidat à sa réélection.

| Tête de liste         | Tête de liste        | Liste          | Premier tour | Premier tour | Sièges | Sièges |
| Tête de liste         | Tête de liste        | Liste          | Voix         | %            | CM     | CC     |
| --------------------- | -------------------- | -------------- | ------------ | ------------ | ------ | ------ |
|                       | Claude Boisson       | DVD            | 1 432        | 58,62        | 24     | 4      |
| Ensemble pour Chauray |                      |                | 1 432        | 58,62        | 24     | 4      |
|                       | Christel De Oliveira | UDI            | 544          | 22,27        | 3      | 0      |
| Bien vivre Chauray    |                      |                | 544          | 22,27        | 3      | 0      |
|                       | Christian Loustaunau | DVG            | 467          | 19,12        | 2      | 0      |
| Chauray à venir       |                      |                | 467          | 19,12        | 2      | 0      |
|                       |                      |                |              |              |        |        |
| Inscrits              | Inscrits             | Inscrits       | 5 062        | 100,00       |        |        |
| Abstentions           | Abstentions          | Abstentions    | 2 571        | 50,79        |        |        |
| Votants               | Votants              | Votants        | 2 491        | 49,21        |        |        |
| Blancs et nuls        | Blancs et nuls       | Blancs et nuls | 48           | 1,92         |        |        |
| Exprimés              | Exprimés             | Exprimés       | 2 443        | 98,07        |        |        |

### Chef-Boutonne
- Maire sortant : Fabrice Michelet (DVD), est candidat à sa réélection.

| Tête de liste          | Tête de liste    | Liste          | Premier tour | Premier tour | Sièges | Sièges |
| Tête de liste          | Tête de liste    | Liste          | Voix         | %            | CM     | CC     |
| ---------------------- | ---------------- | -------------- | ------------ | ------------ | ------ | ------ |
|                        | Fabrice Michelet | DVD            | 424          | 100,00       | 27     | 4      |
| Réunis pour construire |                  |                | 424          | 100,00       | 27     | 4      |
|                        |                  |                |              |              |        |        |
| Inscrits               | Inscrits         | Inscrits       | 1 766        | 100,00       |        |        |
| Abstentions            | Abstentions      | Abstentions    | 1 192        | 67,50        |        |        |
| Votants                | Votants          | Votants        | 574          | 32,50        |        |        |
| Blancs et nuls         | Blancs et nuls   | Blancs et nuls | 150          | 26,13        |        |        |
| Exprimés               | Exprimés         | Exprimés       | 424          | 73,87        |        |        |

### Coulon
- Maire sortant : Michel Simon (DVG), n'est pas candidat à sa réélection

| Tête de liste                   | Tête de liste       | Liste          | Premier tour | Premier tour | Sièges | Sièges |
| Tête de liste                   | Tête de liste       | Liste          | Voix         | %            | CM     | CC     |
| ------------------------------- | ------------------- | -------------- | ------------ | ------------ | ------ | ------ |
|                                 | Anne-Sophie Guichet | DVG            | 475          | 100,00       | 19     | 1      |
| Ensemble, construisons l'avenir |                     |                | 475          | 100,00       | 19     | 1      |
|                                 |                     |                |              |              |        |        |
| Inscrits                        | Inscrits            | Inscrits       | 1 776        | 100,00       |        |        |
| Abstentions                     | Abstentions         | Abstentions    | 1 167        | 65,71        |        |        |
| Votants                         | Votants             | Votants        | 609          | 34,29        |        |        |
| Blancs et nuls                  | Blancs et nuls      | Blancs et nuls | 134          | 22,00        |        |        |
| Exprimés                        | Exprimés            | Exprimés       | 475          | 88,00        |        |        |

### Coulonges-sur-l'Autize
- Maire sortant : Jean-Philippe Guérit (DVD), n'est pas candidat à sa réélection.

| Tête de liste                     | Tête de liste      | Liste          | Premier tour | Premier tour | Sièges | Sièges |
| Tête de liste                     | Tête de liste      | Liste          | Voix         | %            | CM     | CC     |
| --------------------------------- | ------------------ | -------------- | ------------ | ------------ | ------ | ------ |
|                                   | Danielle Taverneau | DVD            | 562          | 100,00       | 19     | 5      |
| Ensemble, agissons pour Coulonges |                    |                | 562          | 100,00       | 19     | 5      |
|                                   |                    |                |              |              |        |        |
| Inscrits                          | Inscrits           | Inscrits       | 1 631        | 100,00       |        |        |
| Abstentions                       | Abstentions        | Abstentions    | 1 006        | 61,68        |        |        |
| Votants                           | Votants            | Votants        | 625          | 38,32        |        |        |
| Blancs et nuls                    | Blancs et nuls     | Blancs et nuls | 63           | 10,08        |        |        |
| Exprimés                          | Exprimés           | Exprimés       | 562          | 89,92        |        |        |

### Courlay
- Maire sortant : André Guillermic (DVG), est candidat à sa réélection.

| Tête de liste   | Tête de liste    | Liste          | Premier tour | Premier tour | Sièges | Sièges |
| Tête de liste   | Tête de liste    | Liste          | Voix         | %            | CM     | CC     |
| --------------- | ---------------- | -------------- | ------------ | ------------ | ------ | ------ |
|                 | André Guillermic | DVG            | 485          | 100,00       | 19     | 2      |
| Union communale |                  |                | 485          | 100,00       | 19     | 2      |
|                 |                  |                |              |              |        |        |
| Inscrits        | Inscrits         | Inscrits       | 1 743        | 100,00       |        |        |
| Abstentions     | Abstentions      | Abstentions    | 1 178        | 67,58        |        |        |
| Votants         | Votants          | Votants        | 565          | 32,42        |        |        |
| Blancs et nuls  | Blancs et nuls   | Blancs et nuls | 80           | 8,85         |        |        |
| Exprimés        | Exprimés         | Exprimés       | 485          | 91,15        |        |        |

### Échiré
- Maire sortant : Thierry Devautour (DVD), est candidat à sa réélection.

| Tête de liste                             | Tête de liste     | Liste          | Premier tour | Premier tour | Sièges | Sièges |
| Tête de liste                             | Tête de liste     | Liste          | Voix         | %            | CM     | CC     |
| ----------------------------------------- | ----------------- | -------------- | ------------ | ------------ | ------ | ------ |
|                                           | Thierry Devautour | DVD            | 990          | 73,66        | 20     | 2      |
| Échiré ensemble, terre de vie et d'avenir |                   |                | 990          | 73,66        | 20     | 2      |
|                                           | Mathieu Bérard    | DIV            | 354          | 26,34        | 3      | 0      |
| Osez vous impliquer pour Echiré           |                   |                | 354          | 26,34        | 3      | 0      |
|                                           |                   |                |              |              |        |        |
| Inscrits                                  | Inscrits          | Inscrits       | 2 825        | 100,00       |        |        |
| Abstentions                               | Abstentions       | Abstentions    | 1 451        | 51,36        |        |        |
| Votants                                   | Votants           | Votants        | 1 374        | 48,64        |        |        |
| Blancs et nuls                            | Blancs et nuls    | Blancs et nuls | 30           | 2,18         |        |        |
| Exprimés                                  | Exprimés          | Exprimés       | 1 344        | 97,82        |        |        |

### Frontenay-Rohan-Rohan
- Maire sortant : Bernard Baraud (DVG), n'est pas candidat à sa réélection.

| Tête de liste                                 | Tête de liste   | Liste          | Premier tour | Premier tour | Sièges | Sièges |
| Tête de liste                                 | Tête de liste   | Liste          | Voix         | %            | CM     | CC     |
| --------------------------------------------- | --------------- | -------------- | ------------ | ------------ | ------ | ------ |
|                                               | Olivier Poiraud | DVD            | 561          | 100,00       | 23     | 1      |
| Frontenay-Rohan-Rohan, un avenir à partager ! |                 |                | 561          | 100,00       | 23     | 1      |
|                                               |                 |                |              |              |        |        |
| Inscrits                                      | Inscrits        | Inscrits       | 2 207        | 100,00       |        |        |
| Abstentions                                   | Abstentions     | Abstentions    | 1 557        | 70,55        |        |        |
| Votants                                       | Votants         | Votants        | 650          | 29,45        |        |        |
| Blancs et nuls                                | Blancs et nuls  | Blancs et nuls | 89           | 13,69        |        |        |
| Exprimés                                      | Exprimés        | Exprimés       | 561          | 86,31        |        |        |

### La Crèche
- Maire sortant : Philippe Mathis (DVD), est candidat à sa réélection.

| Tête de liste                                                 | Tête de liste   | Liste          | Premier tour | Premier tour | Sièges | Sièges |
| Tête de liste                                                 | Tête de liste   | Liste          | Voix         | %            | CM     | CC     |
| ------------------------------------------------------------- | --------------- | -------------- | ------------ | ------------ | ------ | ------ |
|                                                               | Laetitia Hamot  | DVG            | 1 024        | 51,56        | 22     | 6      |
| La Crèche en transition démocratique, écologique et solidaire |                 |                | 1 024        | 51,56        | 22     | 6      |
|                                                               | Philippe Mathis | DVD            | 962          | 48,44        | 7      | 1      |
| Ensemble, La Crèche de demain !                               |                 |                | 962          | 48,44        | 7      | 1      |
|                                                               |                 |                |              |              |        |        |
| Inscrits                                                      | Inscrits        | Inscrits       | 4 644        | 100,00       |        |        |
| Abstentions                                                   | Abstentions     | Abstentions    | 2 574        | 55,43        |        |        |
| Votants                                                       | Votants         | Votants        | 2 070        | 44,57        |        |        |
| Blancs et nuls                                                | Blancs et nuls  | Blancs et nuls | 84           | 4,06         |        |        |
| Exprimés                                                      | Exprimés        | Exprimés       | 1 986        | 85,94        |        |        |

### La Forêt-sur-Sèvre
- Maire sortant : Thierry Marolleau (DVD), est candidat à sa réélection.

| Tête de liste      | Tête de liste     | Liste          | Premier tour | Premier tour | Sièges | Sièges |
| Tête de liste      | Tête de liste     | Liste          | Voix         | %            | CM     | CC     |
| ------------------ | ----------------- | -------------- | ------------ | ------------ | ------ | ------ |
|                    | Thierry Marolleau | DVD            | 527          | 100,00       | 19     | 2      |
| Unis pour l'avenir |                   |                | 527          | 100,00       | 19     | 2      |
|                    |                   |                |              |              |        |        |
| Inscrits           | Inscrits          | Inscrits       | 1 745        | 100,00       |        |        |
| Abstentions        | Abstentions       | Abstentions    | 1 027        | 58,85        |        |        |
| Votants            | Votants           | Votants        | 718          | 41,15        |        |        |
| Blancs et nuls     | Blancs et nuls    | Blancs et nuls | 191          | 26,60        |        |        |
| Exprimés           | Exprimés          | Exprimés       | 527          | 73,40        |        |        |

### Le Tallud
- Maire sortant : Didier Voy (UDI), est candidat à sa réélection.

| Tête de liste          | Tête de liste  | Liste          | Premier tour | Premier tour | Sièges | Sièges |
| Tête de liste          | Tête de liste  | Liste          | Voix         | %            | CM     | CC     |
| ---------------------- | -------------- | -------------- | ------------ | ------------ | ------ | ------ |
|                        | Didier Voy     | UDI            | 615          | 100,00       | 19     | 3      |
| Cultivons nos énergies |                |                | 615          | 100,00       | 19     | 3      |
|                        |                |                |              |              |        |        |
| Inscrits               | Inscrits       | Inscrits       | 1 658        | 100,00       |        |        |
| Abstentions            | Abstentions    | Abstentions    | 965          | 58,20        |        |        |
| Votants                | Votants        | Votants        | 693          | 41,80        |        |        |
| Blancs et nuls         | Blancs et nuls | Blancs et nuls | 78           | 11,26        |        |        |
| Exprimés               | Exprimés       | Exprimés       | 615          | 88,74        |        |        |

### Lezay
- Maire sortant : Jean-Jacques Dempuré (DVG), n'est pas candidat à sa réélection.

| Tête de liste      | Tête de liste  | Liste          | Premier tour | Premier tour | Sièges | Sièges |
| Tête de liste      | Tête de liste  | Liste          | Voix         | %            | CM     | CC     |
| ------------------ | -------------- | -------------- | ------------ | ------------ | ------ | ------ |
|                    | Olivier Gayet  | DVG            | 359          | 100,00       | 19     | 3      |
| Unis pour l'avenir |                |                | 359          | 100,00       | 19     | 3      |
|                    |                |                |              |              |        |        |
| Inscrits           | Inscrits       | Inscrits       | 1 485        | 100,00       |        |        |
| Abstentions        | Abstentions    | Abstentions    | 1 045        | 70,37        |        |        |
| Votants            | Votants        | Votants        | 440          | 29,63        |        |        |
| Blancs et nuls     | Blancs et nuls | Blancs et nuls | 81           | 18,41        |        |        |
| Exprimés           | Exprimés       | Exprimés       | 359          | 81,59        |        |        |

### Loretz-d'Argenton
- Maire sortant : Pierre Sauvêtre (DVG) est candidat à sa réélection.

| Tête de liste               | Tête de liste   | Liste          | Premier tour | Premier tour | Sièges | Sièges |
| Tête de liste               | Tête de liste   | Liste          | Voix         | %            | CM     | CC     |
| --------------------------- | --------------- | -------------- | ------------ | ------------ | ------ | ------ |
|                             | Pierre Sauvêtre | DVG            | 506          | 59,81        | 22     | 3      |
| L'avenir Loretzien          |                 |                | 506          | 59,81        | 22     | 3      |
|                             | Pascal Fillion  | DIV            | 340          | 40,19        | 5      | 1      |
| Loretz-d'Argenton autrement |                 |                | 340          | 40,19        | 5      | 1      |
|                             |                 |                |              |              |        |        |
| Inscrits                    | Inscrits        | Inscrits       | 1 949        | 100,00       |        |        |
| Abstentions                 | Abstentions     | Abstentions    | 1 059        | 54,34        |        |        |
| Votants                     | Votants         | Votants        | 890          | 45,66        |        |        |
| Blancs et nuls              | Blancs et nuls  | Blancs et nuls | 44           | 4,93         |        |        |
| Exprimés                    | Exprimés        | Exprimés       | 846          | 95,07        |        |        |

### Magné
- Maire sortant : Gérard Laborderie (DVG), est candidat à sa réélection.

| Tête de liste                   | Tête de liste      | Liste          | Premier tour | Premier tour | Sièges | Sièges |
| Tête de liste                   | Tête de liste      | Liste          | Voix         | %            | CM     | CC     |
| ------------------------------- | ------------------ | -------------- | ------------ | ------------ | ------ | ------ |
|                                 | Gérard Laborderie  | DVG            | 772          | 60,27        | 19     | 1      |
| Agissons durablement pour Magné |                    |                | 772          | 60,27        | 19     | 1      |
|                                 | Catherine Dambrine | DIV            | 509          | 39,73        | 4      | 0      |
| Magné au quotidien              |                    |                | 509          | 39,73        | 4      | 0      |
|                                 |                    |                |              |              |        |        |
| Inscrits                        | Inscrits           | Inscrits       | 2 351        | 100,00       |        |        |
| Abstentions                     | Abstentions        | Abstentions    | 1 045        | 44,45        |        |        |
| Votants                         | Votants            | Votants        | 1 306        | 55;55        |        |        |
| Blancs et nuls                  | Blancs et nuls     | Blancs et nuls | 25           | 1,91         |        |        |
| Exprimés                        | Exprimés           | Exprimés       | 1 281        | 98,09        |        |        |

### Mauléon
- Maire sortant : Pierre-Yves Marolleau (DVD), est candidat à sa réélection.

| Tête de liste                     | Tête de liste         | Liste          | Premier tour | Premier tour | Sièges | Sièges |
| Tête de liste                     | Tête de liste         | Liste          | Voix         | %            | CM     | CC     |
| --------------------------------- | --------------------- | -------------- | ------------ | ------------ | ------ | ------ |
|                                   | Pierre-Yves Marolleau | DVD            | 1 713        | 71,94        | 25     | 6      |
| Ensemble cultivons l'avenir       |                       |                | 1 713        | 71,94        | 25     | 6      |
|                                   | Isabelle Brousseau    | DIV            | 668          | 28,06        | 4      | 1      |
| Oser la transition en mauléonnais |                       |                | 668          | 28,06        | 4      | 1      |
|                                   |                       |                |              |              |        |        |
| Inscrits                          | Inscrits              | Inscrits       | 5 675        | 100,00       |        |        |
| Abstentions                       | Abstentions           | Abstentions    | 3 176        | 55,96        |        |        |
| Votants                           | Votants               | Votants        | 2 499        | 44,04        |        |        |
| Blancs et nuls                    | Blancs et nuls        | Blancs et nuls | 118          | 4,72         |        |        |
| Exprimés                          | Exprimés              | Exprimés       | 2 381        | 95,28        |        |        |

### Mauzé-sur-le-Mignon
- Maire sortant : Philippe Mauffrey (LR), est candidat à sa réélection.

| Tête de liste                          | Tête de liste     | Liste          | Premier tour | Premier tour | Sièges | Sièges |
| Tête de liste                          | Tête de liste     | Liste          | Voix         | %            | CM     | CC     |
| -------------------------------------- | ----------------- | -------------- | ------------ | ------------ | ------ | ------ |
|                                        | Philippe Mauffrey | LR             | 594          | 64,08        | 19     | 1      |
| Construisons ensemble notre avenir     |                   |                | 594          | 64,08        | 19     | 1      |
|                                        | Didier Dussard    | DIV            | 333          | 35,92        | 4      | 0      |
| Mauzé 2020: améliorons notre quotidien |                   |                | 333          | 35,92        | 4      | 0      |
|                                        |                   |                |              |              |        |        |
| Inscrits                               | Inscrits          | Inscrits       | 2 059        | 100,00       |        |        |
| Abstentions                            | Abstentions       | Abstentions    | 1 055        | 51,24        |        |        |
| Votants                                | Votants           | Votants        | 1 004        | 48,76        |        |        |
| Blancs et nuls                         | Blancs et nuls    | Blancs et nuls | 77           | 7,67         |        |        |
| Exprimés                               | Exprimés          | Exprimés       | 927          | 92,33        |        |        |

### Melle
- Maire sortant : Yves Debien (PS), n'est pas candidat à sa réélection.

| Tête de liste                 | Tête de liste     | Liste          | Premier tour | Premier tour | Sièges | Sièges |
| Tête de liste                 | Tête de liste     | Liste          | Voix         | %            | CM     | CC     |
| ----------------------------- | ----------------- | -------------- | ------------ | ------------ | ------ | ------ |
|                               | Sylvain Griffault | GÉ             | 1 122        | 60,03        | 27     | 8      |
| Cinq comm'une                 |                   |                | 1 122        | 60,03        | 27     | 8      |
|                               | Muriel Sabourin   | DVG            | 455          | 24,34        | 4      | 1      |
| Ensemble, Melle se renouvelle |                   |                | 455          | 24,34        | 4      | 1      |
|                               | Véronique Eliard  | DVG            | 292          | 15,62        | 2      | 0      |
| S'unir pour réussir           |                   |                | 292          | 15,62        | 2      | 0      |
|                               |                   |                |              |              |        |        |
| Inscrits                      | Inscrits          | Inscrits       | 4 531        | 100,00       |        |        |
| Abstentions                   | Abstentions       | Abstentions    | 2 519        | 55,59        |        |        |
| Votants                       | Votants           | Votants        | 2 012        | 44,41        |        |        |
| Blancs et nuls                | Blancs et nuls    | Blancs et nuls | 143          | 7,11         |        |        |
| Exprimés                      | Exprimés          | Exprimés       | 1 869        | 92,89        |        |        |

### Moncoutant-sur-Sèvre
- Maire sortant : Gilles Pétraud (DVD), n'est pas candidat à sa réélection.

| Tête de liste                 | Tête de liste         | Liste          | Premier tour | Premier tour | Sièges | Sièges |
| Tête de liste                 | Tête de liste         | Liste          | Voix         | %            | CM     | CC     |
| ----------------------------- | --------------------- | -------------- | ------------ | ------------ | ------ | ------ |
|                               | Emmanuelle Herbreteau | DVD            | 1 287        | 100,00       | 33     | 5      |
| Monsévriens, acteurs de liens |                       |                | 1 287        | 100,00       | 33     | 5      |
|                               |                       |                |              |              |        |        |
| Inscrits                      | Inscrits              | Inscrits       | 3 771        | 100,00       |        |        |
| Abstentions                   | Abstentions           | Abstentions    | 2 301        | 61,02        |        |        |
| Votants                       | Votants               | Votants        | 1 470        | 38,98        |        |        |
| Blancs et nuls                | Blancs et nuls        | Blancs et nuls | 183          | 12,45        |        |        |
| Exprimés                      | Exprimés              | Exprimés       | 1 287        | 87,55        |        |        |

### Niort
- Maire sortant : Jérôme Baloge (MR)

| Tête de liste            | Tête de liste          | Liste              | Premier tour | Premier tour | Sièges | Sièges |
| Tête de liste            | Tête de liste          | Liste              | Voix         | %            | CM     | CC     |
| ------------------------ | ---------------------- | ------------------ | ------------ | ------------ | ------ | ------ |
|                          | Jérôme Baloge          | MR-LREM-LR         | 10 649       | 67,99        | 39     | 32     |
| Niort, tous ensemble !   |                        |                    | 10 649       | 67,99        | 39     | 32     |
|                          | François Gibert        | EÉLV-PS-PP-LRDG-ND | 2 934        | 18,73        | 4      | 3      |
| Niort énergie nouvelle   |                        |                    | 2 934        | 18,73        | 4      | 3      |
|                          | Jérémy Robineau        | LFI-PCF            | 1 502        | 9,59         | 2      | 1      |
| Solidaires par nature !  |                        |                    | 1 502        | 9,59         | 2      | 1      |
|                          | Jean-Romée Charbonneau | RN                 | 578          | 3,69         | 0      | 0      |
| Rassemblement pour Niort |                        |                    | 578          | 3,69         | 0      | 0      |
|                          |                        |                    |              |              |        |        |
| Inscrits                 | Inscrits               | Inscrits           | 38 620       | 100,00       |        |        |
| Abstentions              | Abstentions            | Abstentions        | 22 661       | 58,68        |        |        |
| Votants                  | Votants                | Votants            | 15 959       | 41,32        |        |        |
| Blancs et nuls           | Blancs et nuls         | Blancs et nuls     | 296          | 1,86         |        |        |
| Exprimés                 | Exprimés               | Exprimés           | 15 663       | 98,14        |        |        |

### Nueil-les-Aubiers
- Maire sortant : Philippe Brémond (LR), n'est pas candidat à sa réélection.

| Tête de liste                                    | Tête de liste     | Liste          | Premier tour | Premier tour | Sièges | Sièges |
| Tête de liste                                    | Tête de liste     | Liste          | Voix         | %            | CM     | CC     |
| ------------------------------------------------ | ----------------- | -------------- | ------------ | ------------ | ------ | ------ |
|                                                  | Serge Bouju       | DVD            | 1 124        | 73,46        | 26     | 5      |
| Nueil-les-Aubiers, des ambitions partagées       |                   |                | 1 124        | 73,46        | 26     | 5      |
|                                                  | Virginie Salesses | DIV            | 406          | 26,54        | 3      | 0      |
| Collectif citoyen NLA: participer, décider, agir |                   |                | 406          | 26,54        | 3      | 0      |
|                                                  |                   |                |              |              |        |        |
| Inscrits                                         | Inscrits          | Inscrits       | 3 922        | 100,00       |        |        |
| Abstentions                                      | Abstentions       | Abstentions    | 2 245        | 57,24        |        |        |
| Votants                                          | Votants           | Votants        | 1 677        | 42,76        |        |        |
| Blancs et nuls                                   | Blancs et nuls    | Blancs et nuls | 147          | 8,76         |        |        |
| Exprimés                                         | Exprimés          | Exprimés       | 1 530        | 91,23        |        |        |

### Parthenay
- Maire sortant : Xavier Argenton (UDI), est candidat à sa réélection.

| Tête de liste     | Tête de liste      | Liste          | Premier tour | Premier tour | Sièges | Sièges |
| Tête de liste     | Tête de liste      | Liste          | Voix         | %            | CM     | CC     |
| ----------------- | ------------------ | -------------- | ------------ | ------------ | ------ | ------ |
|                   | Jean-Michel Prieur | DVD            | 2 097        | 59,02        | 27     | 12     |
| DiverCité         |                    |                | 2 097        | 59,02        | 27     | 12     |
|                   | Xavier Argenton    | UDI            | 1 456        | 40,98        | 6      | 3      |
| Horizon Parthenay |                    |                | 1 456        | 40,98        | 6      | 3      |
|                   |                    |                |              |              |        |        |
| Inscrits          | Inscrits           | Inscrits       | 7 413        | 100,00       |        |        |
| Abstentions       | Abstentions        | Abstentions    | 3 777        | 50,95        |        |        |
| Votants           | Votants            | Votants        | 3 636        | 49,05        |        |        |
| Blancs et nuls    | Blancs et nuls     | Blancs et nuls | 83           | 2,28         |        |        |
| Exprimés          | Exprimés           | Exprimés       | 3 553        | 97,72        |        |        |

### Plaine-et-Vallées
- Maire sortante: Christiane Babin (DIV), est candidate à sa réélection.

| Tête de liste                    | Tête de liste    | Liste          | Premier tour | Premier tour | Sièges | Sièges |
| Tête de liste                    | Tête de liste    | Liste          | Voix         | %            | CM     | CC     |
| -------------------------------- | ---------------- | -------------- | ------------ | ------------ | ------ | ------ |
|                                  | Christiane Babin | DIV            | 613          | 71,78        | 20     | 4      |
| Ensemble pour Plaine et Vallées  |                  |                | 613          | 71,78        | 20     | 4      |
|                                  | Michel Clairand  | DIV            | 241          | 28,22        | 3      | 0      |
| Vivre Plaine et Vallées ensemble |                  |                | 241          | 28,22        | 3      | 0      |
|                                  |                  |                |              |              |        |        |
| Inscrits                         | Inscrits         | Inscrits       | 1 733        | 100,00       |        |        |
| Abstentions                      | Abstentions      | Abstentions    | 823          | 47,49        |        |        |
| Votants                          | Votants          | Votants        | 910          | 52,51        |        |        |
| Blancs et nuls                   | Blancs et nuls   | Blancs et nuls | 56           | 6,15         |        |        |
| Exprimés                         | Exprimés         | Exprimés       | 854          | 93,85        |        |        |

### Pompaire
- Maire sortant : Jacques Dieumegard (DVG), n'est pas candidat à sa réélection.

| Tête de liste                | Tête de liste          | Liste          | Premier tour | Premier tour | Sièges | Sièges |
| Tête de liste                | Tête de liste          | Liste          | Voix         | %            | CM     | CC     |
| ---------------------------- | ---------------------- | -------------- | ------------ | ------------ | ------ | ------ |
|                              | Jean-Paul Chaussoneaux | DIV            | 588          | 61,64        | 16     | 2      |
| Pompaire ensemble            |                        |                | 588          | 61,64        | 16     | 2      |
|                              | Emmanuelle Torre       | DIV            | 366          | 38,36        | 3      | 0      |
| Un nouvel élan pour Pompaire |                        |                | 366          | 38,36        | 3      | 0      |
|                              |                        |                |              |              |        |        |
| Inscrits                     | Inscrits               | Inscrits       | 1 722        | 100,00       |        |        |
| Abstentions                  | Abstentions            | Abstentions    | 734          | 42,62        |        |        |
| Votants                      | Votants                | Votants        | 988          | 57,38        |        |        |
| Blancs et nuls               | Blancs et nuls         | Blancs et nuls | 34           | 3,44         |        |        |
| Exprimés                     | Exprimés               | Exprimés       | 954          | 96,56        |        |        |

### Prahecq
- Maire sortant : Claude Roulleau (DVD), n'est pas candidat à sa réélection.

| Tête de liste              | Tête de liste  | Liste          | Premier tour | Premier tour | Sièges | Sièges |
| Tête de liste              | Tête de liste  | Liste          | Voix         | %            | CM     | CC     |
| -------------------------- | -------------- | -------------- | ------------ | ------------ | ------ | ------ |
|                            | Sonia Lussiez  | DIV            | 531          | 100,00       | 19     | 1      |
| Prahecq, partageons demain |                |                | 531          | 100,00       | 19     | 1      |
|                            |                |                |              |              |        |        |
| Inscrits                   | Inscrits       | Inscrits       | 1 642        | 100,00       |        |        |
| Abstentions                | Abstentions    | Abstentions    | 1 007        | 61,33        |        |        |
| Votants                    | Votants        | Votants        | 635          | 38,67        |        |        |
| Blancs et nuls             | Blancs et nuls | Blancs et nuls | 104          | 28,49        |        |        |
| Exprimés                   | Exprimés       | Exprimés       | 531          | 71,51        |        |        |

### Saint-Gelais
- Maire sortant : Bruno Juge (DVG), n'est pas candidat à sa réélection.

| Tête de liste                    | Tête de liste       | Liste          | Premier tour | Premier tour | Sièges | Sièges |
| Tête de liste                    | Tête de liste       | Liste          | Voix         | %            | CM     | CC     |
| -------------------------------- | ------------------- | -------------- | ------------ | ------------ | ------ | ------ |
|                                  | Gérard Bobineau     | DIV            | 561          | 70,21        | 17     | 1      |
| Saint-Gelais ensemble            |                     |                | 561          | 70,21        | 17     | 1      |
|                                  | Stéphanie Patureau  | DIV            | 137          | 17,15        | 1      | 0      |
| Dynamique gelaisienne            |                     |                | 137          | 17,15        | 1      | 0      |
|                                  | Jean-Claude Prévôté | DIV            | 101          | 12,64        | 1      | 0      |
| Agir avec vous pour Saint-Gelais |                     |                | 101          | 12,64        | 1      | 0      |
|                                  |                     |                |              |              |        |        |
| Inscrits                         | Inscrits            | Inscrits       | 1 664        | 100,00       |        |        |
| Abstentions                      | Abstentions         | Abstentions    | 853          | 51,26        |        |        |
| Votants                          | Votants             | Votants        | 811          | 48,74        |        |        |
| Blancs et nuls                   | Blancs et nuls      | Blancs et nuls | 12           | 1,48         |        |        |
| Exprimés                         | Exprimés            | Exprimés       | 799          | 98,52        |        |        |

### Saint-Maixent-l'École
- Maire sortant : Léopold Moreau (LR), n'est pas candidat à sa réélection.

| Tête de liste            | Tête de liste    | Liste          | Premier tour | Premier tour | Sièges | Sièges |
| Tête de liste            | Tête de liste    | Liste          | Voix         | %            | CM     | CC     |
| ------------------------ | ---------------- | -------------- | ------------ | ------------ | ------ | ------ |
|                          | Stéphane Baudry  | GÉ             | 923          | 50,46        | 23     | 7      |
| Parce que c'est possible |                  |                | 923          | 50,46        | 23     | 7      |
|                          | Thierry Pétrault | DIV            | 565          | 30,89        | 4      | 1      |
| Avec vous                |                  |                | 565          | 30,89        | 4      | 1      |
|                          | Olivier Sastre   | DVD            | 341          | 18,64        | 2      | 1      |
| Nouveau souffle          |                  |                | 341          | 18,64        | 2      | 1      |
|                          |                  |                |              |              |        |        |
| Inscrits                 | Inscrits         | Inscrits       | 3 891        | 100,00       |        |        |
| Abstentions              | Abstentions      | Abstentions    | 2 018        | 51,86        |        |        |
| Votants                  | Votants          | Votants        | 1 873        | 48,14        |        |        |
| Blancs et nuls           | Blancs et nuls   | Blancs et nuls | 44           | 2,35         |        |        |
| Exprimés                 | Exprimés         | Exprimés       | 1 829        | 97,65        |        |        |

### Saint-Varent
- Maire sortant : Pierre Rambault (DVG), est candidat à sa réélection.

| Tête de liste                      | Tête de liste   | Liste          | Premier tour | Premier tour | Sièges | Sièges |
| Tête de liste                      | Tête de liste   | Liste          | Voix         | %            | CM     | CC     |
| ---------------------------------- | --------------- | -------------- | ------------ | ------------ | ------ | ------ |
|                                    | Pierre Rambault | DVG            | 459          | 100,00       | 19     | 4      |
| Bien vivre ensemble à Saint-Varent |                 |                | 459          | 100,00       | 19     | 4      |
|                                    |                 |                |              |              |        |        |
| Inscrits                           | Inscrits        | Inscrits       | 1 778        | 100,00       |        |        |
| Abstentions                        | Abstentions     | Abstentions    | 1 109        | 62,37        |        |        |
| Votants                            | Votants         | Votants        | 669          | 37,63        |        |        |
| Blancs et nuls                     | Blancs et nuls  | Blancs et nuls | 210          | 31,39        |        |        |
| Exprimés                           | Exprimés        | Exprimés       | 459          | 68,61        |        |        |

### Thouars
- Maire sortant : Patrice Pineau (PS), est candidat à sa réélection.

| Tête de liste                                      | Tête de liste            | Liste                    | Premier tour | Premier tour | Second tour | Second tour | Sièges | Sièges |
| Tête de liste                                      | Tête de liste            | Liste                    | Voix         | %            | Voix        | %           | CM     | CC     |
| -------------------------------------------------- | ------------------------ | ------------------------ | ------------ | ------------ | ----------- | ----------- | ------ | ------ |
|                                                    | Bernard Paineau          | PS                       | 1 593        | 38,75        | 1 737       | 42,53       | 25     | 14     |
| Thouars pour ambition                              |                          |                          | 1 593        | 38,75        | 1 737       | 42,53       | 25     | 14     |
|                                                    | Alain Ligné              | DVD                      | 1 182        | 28,75        | 1 403       | 34,35       | 6      | 4      |
| Energie thouarsaise                                |                          |                          | 1 182        | 28,75        | 1 403       | 34,35       | 6      | 4      |
|                                                    | Patrice Pineau           | PS                       | 1 047        | 25,47        | 944         | 23,11       | 4      | 2      |
| Thouars citoyenne                                  |                          |                          | 1 047        | 25,47        | 944         | 23,11       | 4      | 2      |
|                                                    | Gilles Morin             | DVD                      | 289          | 7,03         |             |             |        |        |
| Thouars commune nouvelle: vivre ensemble autrement |                          |                          | 289          | 7,03         |             |             |        |        |
|                                                    |                          |                          |              |              |             |             |        |        |
| Votes valides                                      | Votes valides            | Votes valides            | 4 111        | 95,25        | 4 084       | 96,41       |        |        |
| Votes blancs                                       | Votes blancs             | Votes blancs             | 75           | 1,74         | 70          | 1,65        |        |        |
| Votes nuls                                         | Votes nuls               | Votes nuls               | 130          | 3,01         | 82          | 1,94        |        |        |
| Total                                              | Total                    | Total                    | 4 316        | 100          | 4 236       | 100         | 35     | 20     |
| Abstention                                         | Abstention               | Abstention               | 5 788        | 57,28        | 5 855       | 58,02       |        |        |
| Inscrits / participation                           | Inscrits / participation | Inscrits / participation | 10 104       | 42,72        | 10 091      | 41,98       |        |        |

### Val en Vignes
- Maire sortant : Jean Giret (DVD), n'est pas candidat à sa réélection.

| Tête de liste                                               | Tête de liste      | Liste          | Premier tour | Premier tour | Sièges | Sièges |
| Tête de liste                                               | Tête de liste      | Liste          | Voix         | %            | CM     | CC     |
| ----------------------------------------------------------- | ------------------ | -------------- | ------------ | ------------ | ------ | ------ |
|                                                             | Christophe Guillot | DIV            | 402          | 100,00       | 23     | 3      |
| Nos villages nous ressemblent, Val en Vignes nous rassemble |                    |                | 402          | 100,00       | 23     | 3      |
|                                                             |                    |                |              |              |        |        |
| Inscrits                                                    | Inscrits           | Inscrits       | 1 441        | 100,00       |        |        |
| Abstentions                                                 | Abstentions        | Abstentions    | 919          | 63,78        |        |        |
| Votants                                                     | Votants            | Votants        | 522          | 36,22        |        |        |
| Blancs et nuls                                              | Blancs et nuls     | Blancs et nuls | 120          | 22,99        |        |        |
| Exprimés                                                    | Exprimés           | Exprimés       | 402          | 77,01        |        |        |

### Vouillé
- Maire sortant : Stéphane Pierron (PS), n'est pas candidat à sa réélection.

| Tête de liste                        | Tête de liste  | Liste          | Premier tour | Premier tour | Sièges | Sièges |
| Tête de liste                        | Tête de liste  | Liste          | Voix         | %            | CM     | CC     |
| ------------------------------------ | -------------- | -------------- | ------------ | ------------ | ------ | ------ |
|                                      | Franck Portz   | DVG            | 768          | 100,00       | 23     | 2      |
| Vouillé 5 villages une même ambition |                |                | 768          | 100,00       | 23     | 2      |
|                                      |                |                |              |              |        |        |
| Inscrits                             | Inscrits       | Inscrits       | 2 702        | 100,00       |        |        |
| Abstentions                          | Abstentions    | Abstentions    | 1 799        | 66,58        |        |        |
| Votants                              | Votants        | Votants        | 903          | 33,42        |        |        |
| Blancs et nuls                       | Blancs et nuls | Blancs et nuls | 135          | 14,95        |        |        |
| Exprimés                             | Exprimés       | Exprimés       | 768          | 85,05        |        |        |